# SM UB-34
SM UB-34 – niemiecki jednokadłubowy okręt podwodny typu UB II w stoczni Blohm & Voss w Hamburgu w latach 1915–1916. Zwodowany 28 grudnia 1915 roku, wszedł do służby w Kaiserliche Marine 17 kwietnia 1916 roku. W czasie swojej służby, SM UB-34 odbył 21 patroli, podczas których zatopił 31 jednostek nieprzyjaciela.

## Budowa
SM UB-34 należał do typu UBII, który był następcą typu UB I. Był średnim jednokadłubowym okrętem przeznaczonymi do działań przybrzeżnych, o prostej konstrukcji, długości 36,90 metrów, wyporności w zanurzeniu 274 BRT, zasięgu 7030 Mm przy prędkości 5 węzłów na powierzchni oraz 45 Mm przy prędkości 4 węzły w zanurzeniu. W typie UBII poprawiono i zmodernizowano wiele rozwiązań, uważanych za wadliwe w typie UBI. Zwiększono moc silników, zaś pojedynczy wał napędowy zastąpiono dwoma. Okręty serii od UB-30 do UB-41, budowane w stoczni Blohm & Voss w Hamburgu, miały zwiększoną szerokość i długość, ich wyporność w zanurzeniu wzrosła do 303 BRT.

## Służba
Pierwszym dowódcą okrętu został 10 czerwca 1916 roku mianowany Oberleutnant zur See Theodor Schultz. Theodor Schultz dowodził okrętem do 16 marca 1916 roku. 27 lipca jednostka został przydzielona do I Flotylli, operował na obszarze centralnym Morza Północnego. W czasie służby w I Flotylli UB-34 zatopił 9 statków oraz jeden zajął jako pryz. 21 października UB-34 zatopił pierwszy statek, był to norweski parowiec „Ull” o pojemności 1139 BRT. Statek płynął z Narviku do Middlesbrough z ładunkiem rudy żelaza. Został zatopiony na Morzu Północnym około 70 mil na północny wschód od wybrzeży Buchan. 1 lutego UB-34 został przeniesiony do II Flotylli, w której służył do 10 września i operował u wschodnich wybrzeży Anglii. 7 lutego zatopił dwa statki brytyjskie. Pierwszym był parowiec „Corsican Prince” o pojemności 2776 BRT, płynący z ładunkiem tarcicy z Dundee do Dunkierki. Drugim parowiec „Saint Ninian” o pojemności 3026 BRT, płynący z ładunkiem pirytu. Oba statki zostały zatopione około 3 mil na wschód od Whitby. 17 marca Schultz został zastąpiony przez Ludwiga Schaafhausena, który dowodził okrętem do końca sierpnia zatapiając tylko jeden statek. 1 września dowództwo nad okrętem objął Hellmuth von Ruckteschel, a 10 września okręt został przeniesiony do V Flotylli. Pod dowództwem Hellmutha von Ruckteschela UB-34 zatopił 15 statków, jeden uszkodził i jeden zajął jako pryz. 7 września 1917 roku 4 mile od Flamborough Head UB-34 zaatakował i uszkodził, zbudowany w tym roku brytyjski parowiec „Grelfryda” o pojemności 5136 BRT, płynący z South Shields do Port Said z ładunkiem węgla. Dwadzieścia dni później w tej samej okolicy UB-34 zatopił parowiec „Greltoria” o pojemności 5136 BRT. 31 marca 1918 roku czwartym dowódcą okrętu został mianowany Oberleutnant zur See Erich Förste. 9 września okręt został przeniesiony do Flotylli Flandria, a jego ostatnim dowódcą został mianowany Hans Illing. 22 września pod jego dowództwem UB-24 zatopił ostatni statek. Był to brytyjski trawler używany przez Royal Navy „Elise” o pojemności 239 BRT. Statek został storpedowany i zatonął w czasie eskortowania konwoju u wybrzeży Blyth. 6 października okręt został przydzielony do Flotylli Treningowej.
26 listopada 1918 roku został poddany Wielkiej Brytanii i zezłomowany w 1922 roku.
W czasie swojej służby UB-34 odbył 21 patroli, zatopił 31 statków nieprzyjaciela o łącznej pojemności 39 496 BRT, uszkodził dwa (12 406 BRT) oraz zajął dwa (2210 BRT).